# Diego Bonadeo
Diego Ricardo Bonadeo (Buenos Aires, 1 de febrero de 1939 - La Lucila, Buenos Aires, 14 de octubre de 2016) fue un periodista deportivo argentino. Es el padre de Gonzalo Bonadeo.

## Biografía

### Familia
Su hijo es el también periodista deportivo Gonzalo Bonadeo y su nieta Catalina, también es periodista.

### Política
Tuvo un fugaz paso por la política, fue concejal de Vicente López por el Frente Grande, y militó en la Coalición Cívica ARI.

## Trayectoria
Como periodista gráfico trabajó en el diario La Nación y en las revistas El Gráfico y Tercer Tiempo (de rugby). En el último tramo de su carrera colaboró en el suplemento deportivo del diario Página/12.

### Radio
En radio trabajó en Sport 80 (Radio Mitre) y Barajar y dar de nuevo (Radio Ciudad). 

### Televisión
Cubrió los mundiales de 1974 y 1978 para Canal 7 también oficio de periodista y comentarista en ciertos pasajes del Campeonato Mundial de Fórmula 1 Internacional y también trabajo en el sector de boxes, notas y entrevistas pre y post en los Grandes Premios de la República Argentina del Mundial de Pilotos y Constructores de  Fórmula 1 Internacional por Argentina 78 TV.
Participó de Fútbol prohibido (Canal 9), junto a Norberto "Ruso" Verea.
En el 2000 condujo el programa ABL por Canal 7 junto a los panelistas Dalmiro Sáenz, Julio Bárbaro, Carlos Polimeni y Jorge Dorio.